# 고마도후
고마도후(일본어: 胡麻豆腐→참깨두부)는 일본의 음식이다. "두부"라 부르지만 콩 대신 참깨로 만든다.